# Jean Victor de Besenval de Brünstatt
Jean-Victor de Besenval, baron de Brünstatt, né en 1671 à Soleure en Suisse et mort le 11 mars 1736 à Paris, en allemand Johann Viktor Peter Joseph Besenval, est un officier et diplomate au service de la France. 

## Biographie
Jean Victor II, petit-fils de Martin Besenval, est le 2e fils de Jean Victor I et de Marie Marguerite de Sury (1649-1713). Il est le frère aîné de Karl Jacob Besenval (1677-1738) et de Pierre Joseph (1675-1736). Ses parents auront d'autres enfants dont certains décèdent en bas âge.
De 1680 à 1688, il fréquente le collège des jésuites à Soleure ; à 18 ans il entre comme cadet dans la compagnie générale des Gardes-Suisses où il sera promu capitaine dans le régiment du Vieux-Salis. 
Il sert le roi de France Louis XIV dans de nombreuses missions diplomatiques : en 1703, il se rend à Berlin ; en 1707 il devient représentant de la France auprès du roi Charles XII de Suède, et de 1710 à 1721 auprès du roi de Pologne Auguste le Fort.
En 1707, il est envoyé en Saxe, occupée par l'armée de Charles XII, afin de gagner le roi de Suède à la cause de la France. Il tente en vain de le dissuader d'attaquer la Russie. En 1709, quand il est évident qu'il n'y a plus aucune chance d'arrêter la détermination de Charles XII, Besenval se rend à Gdańsk, où il restera (avec quelques interruptions) plusieurs années, d'abord comme représentant auprès de Charles XII, puis en tant que représentant de la France dans les « pays du Nord ». Le séjour dans cette ville lui donne une bonne vision des affaires intérieures polonaises et une occasion de se familiariser avec de nombreux personnages importants, notamment le chef du parti français dans la République, le maréchal de la Couronne Kazimierz Bielinski Ludwik. 

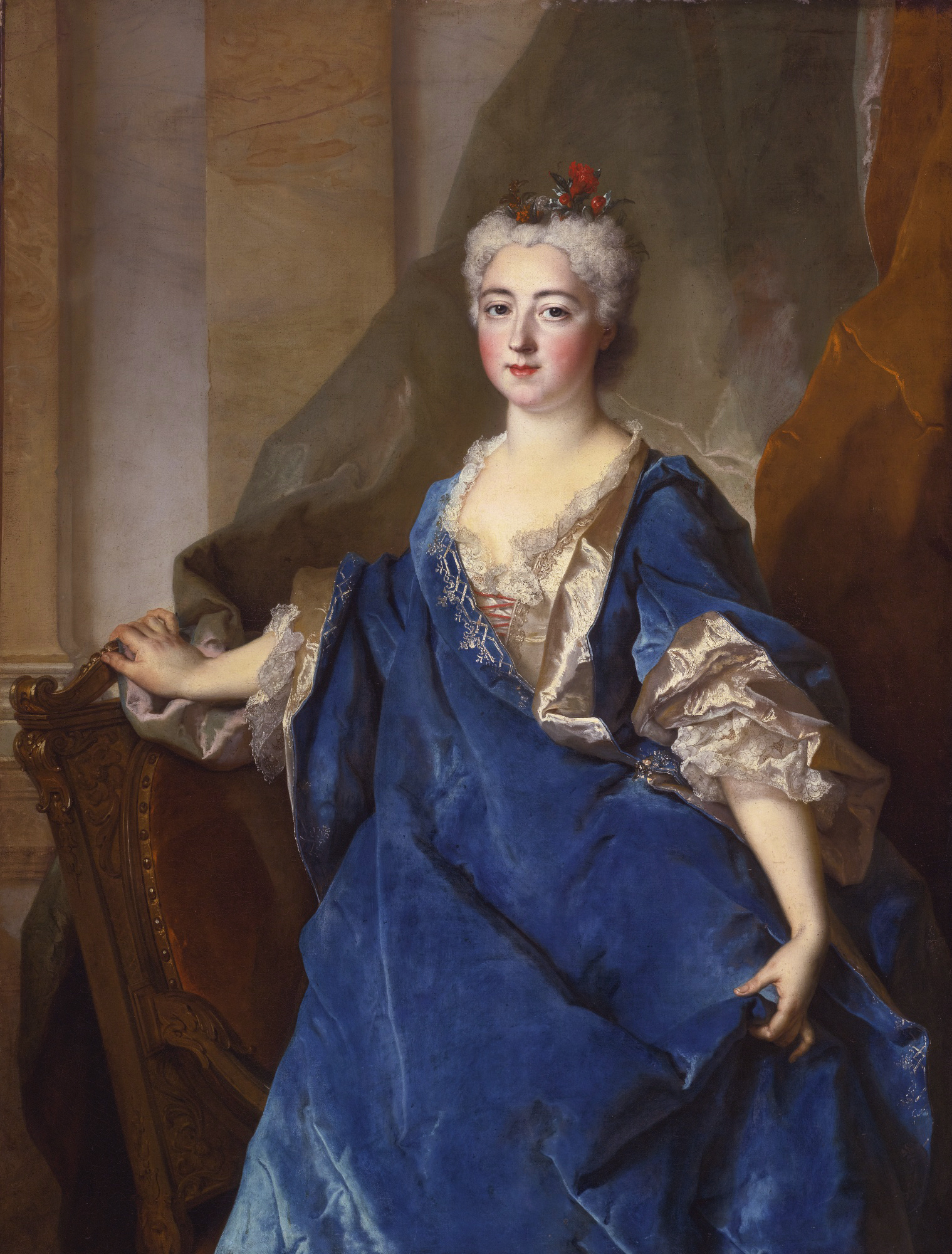
Catherine Bielinska
vers 1720
par Nicolas de Largillierre
Collection privée

En 1716, il épouse sa fille, la comtesse Katarzyna Bielińska (Catherine Bielinska), veuve de Jakub Potocki ; de ce mariage sont issus deux enfants : Théodore Élisabeth Catherine (1718-1777) et Pierre-Victor de Besenval de Brünstatt (1721-1791).